# Bagneaux-sur-Loing
Bagneaux-sur-Loing è un comune francese di 1 699 abitanti situato nel dipartimento di Senna e Marna nella regione dell'Île-de-France.

## Società

### Evoluzione demografica
Abitanti censiti